# 1990 في الهند
فيما يلي قوائم الأحداث التي وقعت خلال عام 1990 في الهند.

## سياسة

### انتهاء فترة المنصب
- 10 نوفمبر – مفتي محمد سيد وزير الشؤون الداخلية [الإنجليزية]‏.
- 23 ديسمبر – راجيف غاندي زعيم المعارضة [الإنجليزية]‏.

## كتب
من الكتب التي صدرت هذه السنة في الهند:
- 27 سبتمبر – هارون وبحر القصص من تأليف سلمان رشدي.

## مواليد

### يناير
- 1 يناير – سوراج بانشولي ممثل هندي.
- 19 يناير – جيول راجا لاعب كرة قدم هندي.

### فبراير
- 9 فبراير – نيكول فاريا
- 20 فبراير – باتراليكا ممثلة هندية.

### مارس
- 2 مارس – تايغر شروف ممثل هندي.

### يونيو
- 1 يونيو – لاكسمي ديكسيت خبازة هندية.
- 16 يونيو – غاياتري آير ممثلة هندية.

### يوليو
- 27 يوليو – بوجاشري فنكاتشا لاعبة كرة مضرب هندية.
- 27 يوليو – كريتي سانون

## وفيات

### يناير
- 19 يناير – أوشو (مواليد 1931)

### أكتوبر
- 21 أكتوبر – برابهات رانجان ساركار (مواليد 1921) فيلسوف هندي.

### نوفمبر
- 8 نوفمبر – لورانس داريل (مواليد 1912)

### ديسمبر
- 1 ديسمبر – فيجايا لاكشمي بانديت (مواليد 1900)